# Höhe (Ottobeuren)
Höhe ist ein Ortsteil des oberschwäbischen Marktes Ottobeuren im Landkreis Unterallgäu.

## Geografie
Der Weiler Höhe liegt etwa sechs Kilometer südöstlich von Ottobeuren. Der Ort ist über Ollarzried mit dem Hauptort verbunden. 

## Geschichte
Im Ort hatte der Memminger Hans von Neidegg im 15. Jahrhundert Güter. 1564 hatte der Weiler 27 Einwohner. Der Weiler gehörte zur Gemeinde Ollarzried, die am 1. Juli 1972 im Zuge der Gebietsreform in Bayern mit allen Ortsteilen in den Markt Ottobeuren eingegliedert wurde.